# Karen Brooks
Karen Brooks (Dallas, 30 aprile 1954) è una cantautrice statunitense.

## Biografia
Karen Brooks ha accumulato due ingressi nella Top Country Albums e otto nella Hot Country Songs. In particolare, il duetto con T.G. Sheppard, Faking Love, ha raggiunto la vetta delle classifiche country nordamericane e canadesi nel 1983. Parallelamente alla carriera da cantante, ha continuato anche l'attività di corista nei dischi di artisti come Jerry Jeff Walker, David Allan Coe, Steven Fromholz, Gary P. Nunn, Townes Van Zandt, Anne Murray e Emmylou Harris.

## Discografia

### Album in studio
- 1982 – Walk On
- 1984 – Hearts on Fire
- 1985 – I Will Dance with You
- 1992 – That's Another Story (con Randy Sharp)

### Singoli
- 1982 – New Way Out
- 1982 – Faking Love (con T. G. Sheppard)
- 1983 – If That's What You're Thinking
- 1983 – Walk On
- 1984 – Born to Love You
- 1984 – Tonight I'm Here with Someone Else
- 1985 – A Simple I Love You
- 1985 – I Will Dance with You (con Johnny Cash)
- 1992 – Baby I'm the One
- 1992 – That's Another Story